# Giuseppe Spagnulo
Giuseppe Spagnulo (Grottaglie, 28 dicembre 1936 – 15 giugno 2016) è stato uno scultore italiano.

## Biografia ed opere
Nato a Grottaglie, uno dei centri storici della ceramica, si forma tra il 1952 ed il 1958 presso l'"Istituto d'arte per la ceramica" di Faenza. Nel 1959 è assistente nel laboratorio di scultura di Lucio Fontana ed Arnaldo Pomodoro e conosce Piero Manzoni. Nel 1968 prende parte alle proteste universitarie e lavora alla prima opera plastica in ferro. Su invito del Newport Harbor Art Museum, nel 1977 viaggia in California.
La sua prima formazione avviene nel laboratorio ceramico del padre, dove s'impadronisce della tecnica del tornio. Dopo aver compiuto i primi studi presso la Scuola d'Arte della sua città, si trasferisce all'Istituto della Ceramica di Faenza che frequenta dal 1952 al 1958, allievo di Angelo Biancini.

Gli anni faentini sono importanti per la formazione dell'artista. Nel Museo delle Ceramiche può studiare e interpretare le opere donate da Picasso all'inizio degli anni cinquanta e realizzare i primi esperimenti con il grès. A scuola, crogiolo di incontri internazionali, ha l'occasione di conoscere il ceramista francese Albert Diato che gli trasmette l'interesse per i materiali ad “alta temperatura”. Diventa amico di Carlo Zauli e di Nanni Valentini, con lui condivide l'interesse materico per la terra e una certa affinità poetica. 
(Giuseppe Spagnulo)
Nel 1959 si trasferisce a Milano per frequentare l'Accademia di Brera. Il viaggio verso nord acquista per il giovane pugliese un carattere quasi iniziatico; costituisce l'avvio del percorso “di andata” verso la ricerca della propria identità artistica, politica, umana. I primi anni lombardi li dedica alla ricognizione artistica del territorio al fine di verificare la resistenza della scia lasciata dallo Spazialismo, dai Nucleari, dal cosiddetto “informale caldo”. Diventa assistente negli studi di Lucio Fontana e Arnaldo Pomodoro e entra in contatto anche con Tancredi e con Piero Manzoni. Attraverso Fontana e Manzoni, il giovane scultore entra in contatto con le esperienze della ceramica informale svolte ad Albisola, all'epoca propaggine culturale della capitale del nord. Agli esordi milanesi risalgono le piccole sculture in grès esposte nella prima mostra personale nel 1965.
Spagnulo aderisce alla protesta del 1968 simboleggiata nei primi lavori in metallo, destinati agli spazi urbani. Questi “grandi ferri” recuperano la geometria e la logica costruttiva del materiale con cui sono forgiati, e richiamano la fisicità e la materialità del lavoro dello scultore. Spagnulo lavora infatti nelle acciaierie, negli altiforni e nelle officine, forgiando le proprie sculture insieme agli operai.
Nel 1969 ha il suo primo figlio, Federico, padre poi dei suoi nipoti: Leonardo e Angelica Spagnulo.
Agli anni Settanta risalgono i cicli Archeologia e Paesaggi, realizzati per la mostra del 1977 al Newport Harbor Art Museum. L'artista si interessa al tema della scultura orizzontale, il cui sviluppo pavimentale ricorda per certi versi le esperienze del minimalismo americano. Nel 1982, dopo un viaggio attraverso il Mediterraneo, riattiva il suo interesse per i materiali e le tecniche ceramiche, costruendo il gigantesco tornio nel quale foggerà l'imponente Turris, opera più tardi forgiata in ferro. Alla fine degli anni Ottanta ritorna al tema dei Ferri spezzati e negli anni Novanta cerca di conferire un senso inedito alla scultura, sfidando la gravità della materia mediante la sospensione di enormi blocchi di ferro: l'esempio più significativo è Campo sospeso, opera installata a Castel Burio in Piemonte. All'inizio degli anni Novanta gli viene affidata la cattedra di scultura presso l'Accademia di Belle Arti di Stoccarda, in seguito al successo ottenuto presso gallerie e musei tedeschi.
Spagnulo agli inizi del 2000 riceve il Premio Faenza alla carriera e il Premio al Concorso Internazionale d'arredo urbano di Milano; una grande scultura, Scogliere, formata da cinque enormi blocchi di acciaio, viene collocata, all'inizio del 2002, davanti al Teatro degli Arcimboldi, in concomitanza con l'apertura di questo importante spazio che ha ospitato fino al 2004 l'attività del Teatro alla Scala. Nel 2005 espone alla Peggy Guggenheim Collection con la mostra “E se venisse un colpo di vento?” L'anno successivo la XXIV Biennale di Gubbio gli dedica "Omaggio a Giuseppe Spagnulo”. Nel 2007 vince il concorso per il “Monumento ai Caduti di Nassiriya” con una grande scultura chiamata “La Foresta d'Acciaio”, collocata a Roma nel Parco Schuster.

## Mostre personali
- 1965 Salone Annunciata, Milano
- 1968 Salone Annunciata, Milano

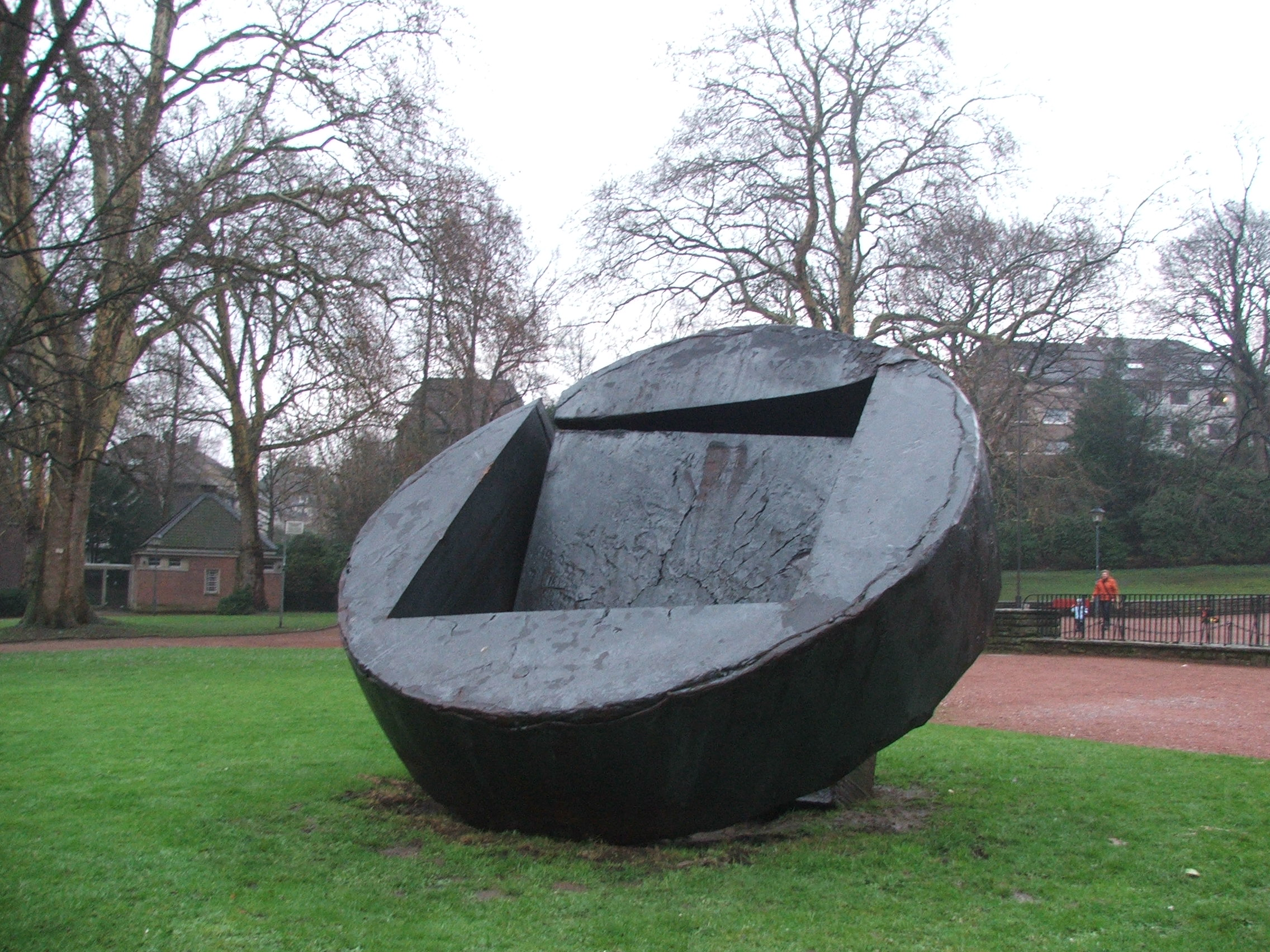
Opera installata a Bochum

- 1969 Galleria Gian Ferrari, Verona; Galleria Martano Due, Torino
- 1970 Sala della Cultura, Modena
- 1971 XXX Festival Internazionale del Teatro di Prosa, Venezia
- 1971 Salone Annunciata, Milano; Studio Marconi, Milano
- 1972 XXXVI Esposizione internazionale d'arte, Venezia[6]; Salone Annunciata, Milano
- 1973 Nova Arte Moderna, Prato
- 1974 Galleria di Porta Ticinese, Milano; Galerie Huber, Zürich; Galerie M, Bochum
- 1975 Salone Annunciata, Milano; Galleria Schwarz, Milano
- 1976 Galerie M, Bochum; Galleria 72, Bergamo; Salone Annunciata, Milano (con Marco Gastini);  Galerie M, L'Aia
- 1977 Galleria civica d'arte moderna e contemporanea, Torino; Newport Arbor Art Museum, Newport Beach, California; Salone Annunciata, Milano; Galerie Walter Storms, Monaco di Baviera
- 1978 Kunsthalle, Bielefeld; Galerie Mueller-Roth, Stoccarda; Studio Carlo Grossetti, Milano;  Galerie Walter Storms, Monaco di Baviera
- 1979 Galleria E Tre, Roma; Galerie Appel und Fertsch, Karmeliterkloster, Francoforte sul Meno
- 1980 Galerie Vera Munro, Amburgo; Studio Carlo Grossetti, Milano; Galerie Walter Storms, Vilingen
- 1981 Neue Nationalgalerie, Staatliche Museum, Berlino; Preußischer Kulturbesitz, Berlino;  Kunstverein, Braunschweig; Studio G 7, Bologna;  Galleria Il Centro, Napoli
- 1982 Städtische Galerie, Lenbachhaus, Monaco di Baviera; Galleria Pero, Milano
- 1983 Studio Carlo Grossetti, Milano; Galerie Susanna Kulli, San Gallo; Salone Villa Romana, Firenze
- 1984 Galleria Civica, Modena
- 1985 Wilhelm Lehmbruck Museum, Duisburg; Kunstverein, Amburgo; Lunds Konsthall, Lund; Galleria Martano, Torino; Piero Cavallini, Milano
- 1986 XLII Esposizione internazionale d'arte, Venezia[7]; Galerie Susanna Kulli, San Gallo; Galerie Walter Storms, Monaco di Baviera
- 1987 Galerie Hans Barlach, Amburgo; Galerie Nordenhake, Stoccolma; Studio Carlo Grossetti, Milano
- 1988 Galerie Hans Barlach, Colonia;  Studio G 7, Bologna; Galleria Oddi Baglioni, Roma
- 1989 Galleria Martano, Torino; Forum Kunst, Rottweil; Galleria Oddi Baglioni, Roma
- 1990 Galerie Daniel Templon, Parigi; Sangmoondang Gallery, Seul; Galleria Gentili, Firenze
- 1991 Württembergischer Kunstverein, Stoccarda; Museum am Ostwall, Dortmund; Galerie Müller-Roth, Stoccarda
- 1992 Museum am Ostwall, Dortmund; Galerie Walter Storms, Monaco di Baviera; Galerie Hans Barlach, Colonia;  Galerie Brandstetter & Wyss, Zurigo
- 1993 Galleria Fioretto, Padova; Galleria Erha, Milano; Galerie Hans Barlach, Amburgo
- 1994 Kunsthaus, Zurigo
- 1996 Galerie Walter Storms, Monaco di Baviera
- 1997 Palazzo Reale, Milano
- 1998 Galerie Walter Storms, Monaco di Baviera
- 1999 Galerie Walter Storms, Monaco di Baviera
- 2001 Museo Internazionale delle Ceramiche, Borgo medievale di Brisighella; Circolo degli Artisti, Faenza;
- 2002 Galerie Hoss Wollmann, Stoccarda; Borgo medievale Castelbasso, Teramo
- 2003 Civica Galleria d'Arte Moderna, Gallarate; Galerie Walter Storms, Monaco di Baviera; Galleria Barbara Behan, Londra; Galleria Anna D'Ascanio, Roma
- 2004 Galerie Hoss Wollmann, Stoccarda
- 2005 E se venisse un colpo di vento?, Peggy Guggenheim Collection, Venezia; Galerie “m”, Bochum;  Gastini, Spagnulo, Zorio, Galleria W. Storms, Monaco di Baviera
- 2006 Image, Spagnulo e Manfredini, Arezzo, Giuseppe Spagnulo; Carte e Sculture, Galleria Extra;  Todi, Giuseppe Spagnulo, La Poiesis del frammento; Giuseppe Spagnulo, Cantico, Galleria il Ponte, Firenze; XXIV Biennale di Gubbio, Museo della scultura contemporanea, Omaggio a Giuseppe Spagnulo, Gubbio
- 2007 Giuseppe Spagnulo, Galleria Brera Uno, Corbetta
- 2008 Giuseppe Spagnulo, Galleria Antonella Cattani, BZ; Inaugurazione dell'opera "La foresta d'acciaio", monumento ai caduti di Nassiriya, Parco Schuster, Roma; Giuseppe Spagnulo, Galleria Progettoarte-elm, Milano "Carte e sculture", a cura di Silvia Pegoraro
- 2009 Collocazione della "Porta della luce", monumento sepolcrale dei Vescovi di Prato, nel Duomo di Prato
- 2010 Galerie Carzaniga, Basilea;  Giuseppe Spagnulo, Castello Episcopio, Giardino "Giacomo d'Atri", Grottaglie (TA)
- 2014-2015 Giuseppe Spagnulo, terra cotta, Galleria dello Scudo, Verona

## Opere in luoghi pubblici
- ----: Ferro Spezzato[8], Bologna
- 1974: Senza titolo, Gibellina (Sicilia)
- 1987/88: Daphne, Villa Celle Pistoia
- 2005: Columns, Peggy Guggenheim Collection Venezia
- 2008: Memoriale per i caduti di Nassiriya, San Paolo fuori le Mura, Roma
- 2014: Cubus, Chiostro del Conservatorio Giuseppe Verdi, Milano

## Premi e riconoscimenti
- 2000: Premio Faenza alla carriera
- 2002: Premio al Concorso Internazionale d'arredo urbano, Milano